# SAE钢级
SAE钢级（英语：SAE steel grades）是国际汽车工程师学会（SAE）开发的一套钢铁编号系统。1930至1940年间，美国钢铁协会（AISI）和美国汽车工程师协会（SAE）都参与了钢的数字编码体系的标准化工作。1995年，AISI将这个联合体系未来的维护工作转交给了SAE。

## 不锈钢
- 200系列：铬-镍-锰奥氏体不锈钢[2][3][4][5][6][7]
- 300系列：铬-镍奥氏体不锈钢[2][3][4][5]
  - 型号301：延展性好，用于成型产品。也可通过机械加工使其迅速硬化。焊接性好。抗磨性和疲劳强度优于304不锈钢，產品如：彈簧、鋼構、車輪蓋。
  - 型号302：耐腐蚀性同304，由于含碳相对要高因而强度更好。

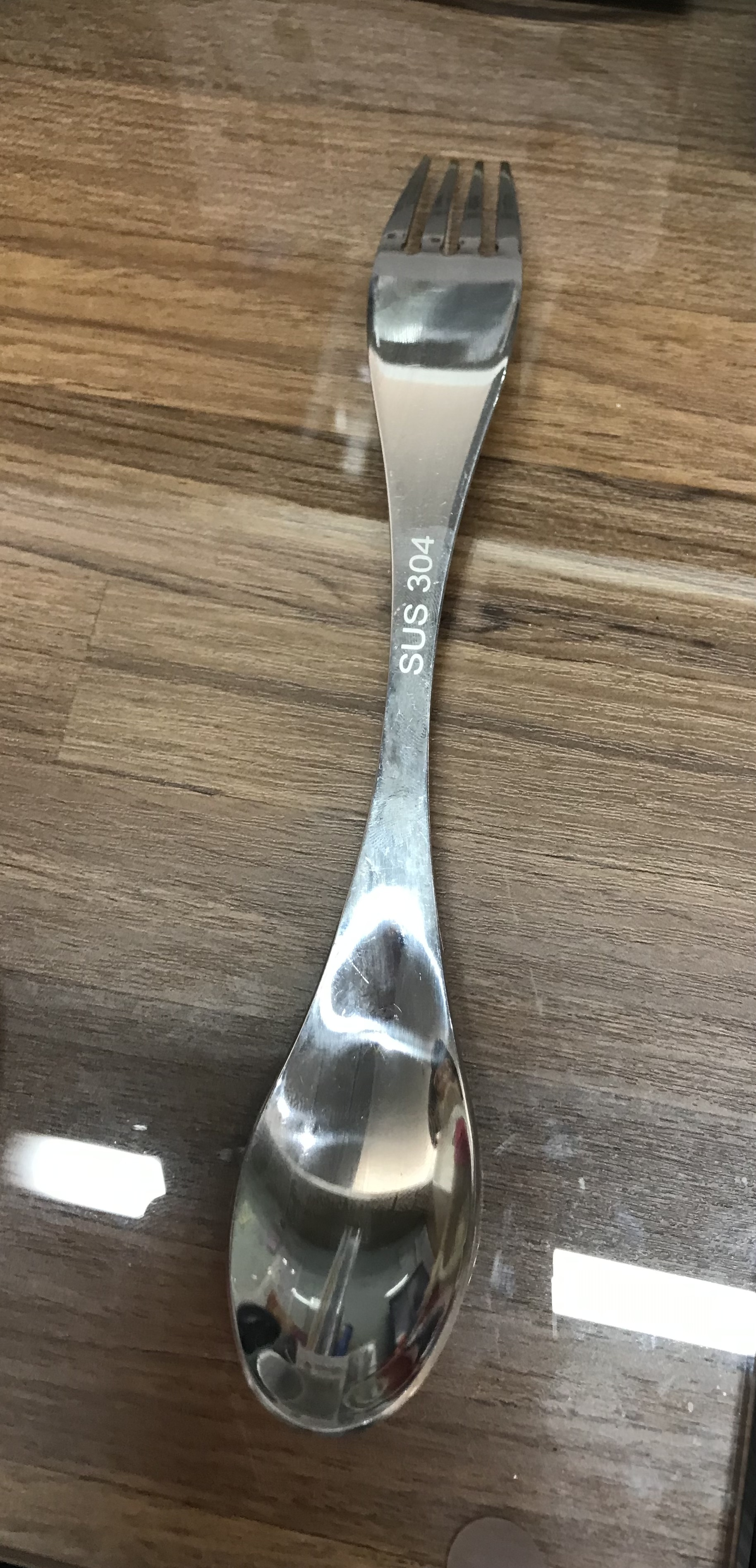
304不鏽鋼餐具

  - 304不鏽鋼餐具型号303：通过添加少量的硫、磷使其较304更易切削加工。
  - 型号304：通用型号；主要有18（鉻）/8（鎳）與18（鉻）/10（鎳）兩種不锈钢 。產品如：耐蝕容器、餐具、家俱、欄杆、醫療器材。標準成分是18 %鉻加8 %鎳。為無磁性、當雜質含量高時，加工後偶爾會呈現弱磁性、此弱磁性只能使用熱處理的方式消除。屬於無法藉由熱處理方法來改變其金相組織結構的不鏽鋼。[8]
  - 型号304 L：與304相同特性，但低碳故更耐蝕、易熱處理，但機械性較差適用焊接及不易熱處理之產品。
  - 型号304 N：與304相同特性，是一種含氮的不鏽鋼，加氮是為了提高鋼的強度。
  - 型号309：较之304有更好的耐温性。
  - 型号309 S：具多量鉻、鎳，故耐熱、抗氧化性佳，產品如：熱交換器、鍋爐零組件、噴射引擎。
  - 型号310 S：含最多量鉻、鎳，故耐熱、抗氧化性最佳熱交換器、鍋爐零組件、電機設備。
  - 型号316：继304之后，第二个得到最广泛应用的钢种，主要用于食品工业和外科手术器材（英语：surgical stainless steel），添加钼元素使其获得一种抗腐蚀的特殊结构。由于较之304其具有更好的抗氯化物腐蚀能力因而也作“船用钢”来使用。SS316则通常用于核燃料回收装置。18/10级不锈钢通常也符合这个应用级别。[9]特用於化學、海邊等易腐蝕環境、船舶裝配、建材。
  - 型号316 L：低碳故更耐蝕、易熱處理，產品如：化學加工設備、核能發電機、冷凍劑儲槽。
  - 型号321：除了因为添加了钛元素降低了材料焊缝锈蚀（英语：weld decay）的风险之外其他性能类似304，適於焊接釀酒設備、蒸氣管、航空零件。
  - 型号347：添加安定化元素鈮，適於焊接航空器具零件及化學設備。
- 400系列：铁素体和马氏体不锈钢[2][3][4][5]
  - 型号408：耐热性好，弱抗腐蚀性，11 %的Cr，8 %的Ni。
  - 型号409：除了因为添加了钛元素，最廉价的型号（英美），通常用作汽车排气管，属铁素体不锈钢（铬钢），適於焊接，成本較低汽車排氣管、石油設備。
  - 型号410：马氏体（高强度铬钢），耐磨性好，抗腐蚀性较差，適於幫浦。其化學成分含13 %鉻、0.15 %以下的碳及少量的其他元素合金。原料價格較便宜，具有磁性、可經由熱處理硬化。一般用途有軸承、醫療用具及刀具等。
  - 型号416：添加了硫改善了材料的加工性能。
  - 型号420：含較高碳、硬度、強度更高，刃具级马氏体不锈钢，类似（Brearley's stainless steel，英國治金家Harry Brearley（英语：Harry Brearley））这种最早的不锈钢，可以做的非常光亮，適於刀、彈簧、外科器具、剃刀切頭、閥。
  - 型号430：铁素体不锈钢，装饰用，具磁性，例如用于汽车饰品。良好的成型性，但耐温性和抗腐蚀性要差，適於扣接件、餐具、家具用品。其標準化學成份為16～18 %鉻，含碳量低。此類不銹鋼具有磁性。
  - 型号434：含鉬故耐蝕性較430優良，適於餐具、雨刷、汽車裝潢。
  - 型号440：高强度刃具钢，含碳稍高，经过适当的热处理后可以获得较高屈服强度，硬度可以达到58HRC，属于最硬的不锈钢之列。最常见的应用例子就是“剃须刀片”。常用型号有三种：440A、440B、440C，另外还有440F（易加工型）。
- 500系列：耐热铬合金钢。[2][4][5]
- 600系列：马氏体沉淀硬化不锈钢。[2][4][5]
  - 型号630：最常用的沉淀硬化不锈钢型号，通常也叫17－4；17 % Cr，4 % Ni。